# Kościół św. Jadwigi Śląskiej w Krośnie Odrzańskim
Kościół pw. Świętej Jadwigi Śląskiej w Krośnie Odrzańskim – rzymskokatolicki kościół parafialny w parafii św. Jadwigi Śląskiej w Krośnie Odrzańskim w województwie lubuskim. Należy do dekanatu Krosno Odrzańskie, diecezji zielonogórsko-gorzowskiej.

## Historia
Na podstawie badań architektonicznych prowadzonych w wieży świątyni można stwierdzić, że najwcześniejsze zachowane elementy budowli pochodzą z pierwszej połowy XIII stulecia. Na początku była to budowla wzniesiona z cegły w stylu późnogotyckim, następnie uległa przebudowie na początku XVIII stuleciu w stylu barokowym Pierwsze ołtarze w świątyni zostały ufundowane w latach 1384, 1405 i 1442. W 1482 roku kościół zniszczył pożar. 

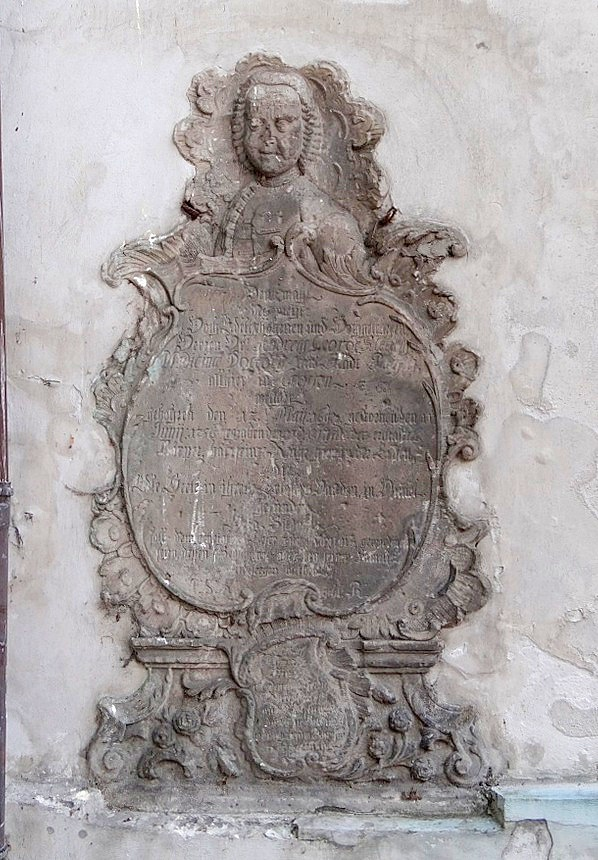
Epitafium na ścianie kościoła

Przez całe XV stulecie. Rada Miasta wyposażała świątynię w sprzęty liturgiczne. W latach dziewięćdziesiątych XVI stulecia zostały zakończone prace przy organach, w wieży świątyni został umieszczony dzwon oraz została odnowiona jej kopuła. W 1597 roku od uderzenia pioruna została spalona wieża, organy zostały poważnie zdewastowane, a na miejscu 38-cetnarowego dzwonu został umieszczony 2,5-cetnarowy. W 1619 roku rozpoczął się remont świątyni, wsparty przez władze miejskie, ale w 1631 roku kościół znów się spalił. W 1645 roku budowla była już częściowa odbudowana.

### Po II wojnie światowej
Po 1945 roku zostały usunięte balkony i ołtarze w stylu barokowym, w związku z tym budowla w XXI w. posiada częściowo formę taką, jak przed przebudową.

## Wyposażenie
W świątyni można podziwiać epitafia w stylu barokowym oraz częściowo zachowane organy z XIX stulecia.